# Pornophonique
Pornophonique est un groupe de musique électronique et bitpop, originaire de Darmstadt et lié au monde de la bande dessinée. Il diffuse sa musique sous licence Creative Commons, sur les sites de musique libre comme Jamendo. Le groupe, composé de Kai Richter et Felix Heuser est connu pour utiliser une Game Boy et un C-64 comme instruments, en plus d'une guitare et de chants.

## Histoire
Les deux membres du groupe se sont rencontrés chez un marchand de bande dessinées. Kai Richter avait alors déjà des ambitions musicales. Il avait été longtemps membre d'un groupe de heavy metal et il était à la recherche d'un nouveau projet. Felix Heuser jouait de la musique sur une Game Boy. Richter et Heuser ont alors décidé de créer le groupe « Pornophonique ». Ne trouvant pas de maison d'édition, ils ont choisi de diffuser leur musique librement sur Internet.
Pour jouer de la musique sur une Game Boy, Pornophonique utilise LSDJ (Little Sound Disk Jockey). Il s'agit d'un programme non officiel pour la Game Boy qui transforme la console de jeu en instrument de musique.

## Réception
Pornophonique est très connu dans le monde de la bande dessinée. Le dessinateur Flix fait référence au groupe dans une de ses œuvres. Sascha Thau, Mawil et Naomi Fearn, entre autres, ont également produit des dessins pour le groupe.
Grâce aux plates-formes de diffusion Jamendo et last.fm, le groupe a pu étendre son public au-delà du milieu de la bande dessinée, avec plus de 150 000 écoutes et 20 000 téléchargements sur Jamendo au 23 septembre 2008, et plus de 150 000 écoutes par plus de 8 000 auditeurs sur last.fm.

## 8-bit Lagerfeuer (2007)
Un premier album, intitulé « 8-bit Lagerfeuer » est paru le 1er septembre 2007. Les chansons évoquent par exemple des robots tristes ou la solitude d'un donjon dans un jeu de rôle sur ordinateur.

## Brave New World (2020)
Ils sortent 13 ans après leur premier album, un deuxième projet comportant 8 titres, intitulé Brave New World.

## Concerts
Pornophonique se produit régulièrement depuis 2003, notamment dans des boîtes de nuit ou lors d'évènements musicaux tels que le Open Music Contest de l'Université de Marburg. En 2008, le groupe avait à son actif plus de 100 concerts dans quatre pays : l'Allemagne, les Pays-Bas, la Suisse et l'Autriche.